# Julio Escoto
Julio César Escoto Borjas (San Pedro Sula, Cortés, 28 de febrero de 1944) es un escritor, ensayista, cuentista y crítico literario de nacionalidad hondureña.

## Biografía
Julio Escoto nació en San Pedro Sula el 28 de febrero de 1944. En 1964, a la edad de 20 años, se graduó de maestro con especialidad en letras en la Escuela Superior del Profesorado de Tegucigalpa. Ejerció como docente de escuelas y colegios en Tegucigalpa. En 1970, obtuvo una licenciatura en Educación Universitaria por la Universidad de Florida. En 1976, emigró a Costa Rica donde  fue director del Programa Centroamericano de Asuntos Culturales del Consejo Superior Universitario Centroamericano (CSUCA) hasta 1977 cuando empezó a ejercer como Director General de la Editorial Universitaria Centroamericana (EDUCA), hasta 1980. En 1984 obtuvo un máster con especialidad en Literatura Hispanoamericana por la Universidad de Costa Rica, y en 1986 regresó a Honduras. Fue docente de la carrera de letras en la Universidad Nacional Autónoma de Honduras. Dirigió la revista literaria Imaginación y el Centro Editor, en San Pedro Sula. Fue Jefe de la Unidad de Comunicación de la FHIA en La Lima. Fue Jefe de la División Editorial y Técnica del Instituto Interamericano de Ciencias Agrícolas en Costa Rica. Fue director Ejecutivo de la Revista Desarrollo Rural de las Américas; Director de la EPUCA. Fundó su propia editorial, la Editorial Milenio. Actualmente es columnista del diario El Heraldo y Director de la biblioteca de la Universidad Nacional Autónoma de Honduras en el Valle de Sula.

## Obras
- Los Guerreros de Hibueras (1967)
- La balada del herido pájaro y otros cuentos (1969)[4]
- El árbol de los pañuelos (1972)[5]
- Antología de la poesía amorosa en Honduras (1975)
- Descubrimiento y conquista para niños (1979)
- Casa del Agua (1975)[6]
- Días de ventisca, noches de huracán (1980)[7]
- Bajo el almendro... Junto al volcán (1988)[8]
- El ojo santo: la ideología en las religiones y la televisión (1990)
- Todos los cuentos (1990)[9]
- José Cecilio del Valle: una ética contemporánea (1990) si
- El general Morazán marcha a batallar desde la muerte (1992)[10]
- Rey del albor, Madrugada (1993)[11]
- Ecología para jóvenes de 10 a 90 años (1999)
- El génesis en Santa Cariba (2007)[12]
- Magos mayas monjes Copán (2009)
- Lectura postraumática del año de la guerra (1969) (2010)[13]
- Downtown Paraíso (2018)[14]

### Coautor
- Tierras, mares y cielos (1982), de Juan Ramón Molina, con notas de Julio Escoto.[15]
- Del tiempo y el trópico (2002), con Hannes Wallrafen y Guillermo Anderson.[16]

### Editor
- Organización de la investigación agropecuaria en América Latina: reflexiones e instrumentos para su análisis (1982) de Eduardo J. Trigo, Martín E. Piñeiro y Jorge Ardilla.[17]
- Ética mínima para estudiantes universitarios (2011), de varios autores.[18]
- La historia de los videojuegos, y su minúsculo impacto en Honduras (2021), de Juan F. Sánchez.

## Premios
- Premio Nacional de Literatura “Ramón Rosa” (1975).
- Premio Gabriel Miró, rama de cuento, en Alicante, España (1987).
- Premio José Cecilio del Valle, rama de ensayo. Su obra El árbol de los pañuelos fue traducida parcialmente al inglés y al polaco y algunos de sus cuentos han sido traducidos al alemán.
- Galardonado durante el XII Recital de Otoño (1994) en San Pedro Sula.
- Premio Ramón Amaya Amador, otorgado en la Universidad Nacional Autónoma de Honduras en el Valle de Sula (2019).